# Banco de Desarrollo de África Oriental
El Banco de Desarrollo de África Oriental (EADB por sus siglas en inglés) es un banco de desarrollo cuyo objetivo es promover el desarrollo en los países miembros de la Comunidad Africana Oriental.

## Visión general
El EADB desempeña un triple papel de prestamista, asesor y socio de desarrollo. El banco proporciona una gama de productos y servicios adaptados a los requisitos de desarrollo de la región. Tiene experiencia, respaldo financiero , personal, y conocimiento de las necesidades financieras de la región. En diciembre de 2014 los activos totales de la institución se valoraban en aproximadamente 294,43 millones de dólares estadounidenses ($), con un capital accionarial de aproximadamente 219,4 millones de $.

## Historia
El EADB se estableció en 1967 bajo el tratado de la entonces Cooperación Africana Oriental entre Kenia, Tanzania y Uganda. Como consecuencia de la ruptura en 1977 de la primera Comunidad Africana Oriental (EAC por sus siglas en inglés), en 1980 se restableció el banco bajo unos estatutos propios. En 2008, tras la admisión de Burundi y Ruanda a la nueva EAC, Ruanda solicitó y obtuvo el ingreso en el EADB. Bajo sus nuevos estatutos se revisaron la función y el mandato del banco, y se amplió el alcance de sus operaciones. Después de esta ampliación el banco ofrece una amplia gama de servicios financieros en los Estados miembros. Su objetivo principal es fortalecer el desarrollo socioeconómico y la integración regional.

## Propiedad
La propiedad del EADB en diciembre de 2013 se detalla en la tabla inferior.
| Rango | Nombre del propietario                            | Porcentaje de propiedad |
| ----- | ------------------------------------------------- | ----------------------- |
| 1     | Gobierno de Kenia                                 | 27,0                    |
| 2     | Gobierno de Tanzania                              | 24,0                    |
| 3     | Gobierno de Uganda                                | 27,0                    |
| 4     | Gobierno de Ruanda                                | 1,0                     |
| 5     | Banco Africano de Desarrollo                      | 11,0                    |
| 6     | Compañía Holandesa de Financiación del Desarrollo | 3,0                     |
| 7     | Corporación Alemana de Inversión                  | 1,0                     |
| 8     | Consorcio de Instituciones Yugoslavas             | 1,0                     |
| 9     | SBIC - Holdings de África                         | 1,0                     |
| 10    | Banco Comercial de África - Nairobi               | 1,0                     |
| 11    | Nordea Bank AB - Suecia                           | 1,0                     |
| 12    | Barclays - Londres                                | 1,0                     |
| 13    | Standard Chartered Bank - Londres                 | 1,0                     |
|       | Total                                             | 100,0                   |

En diciembre de 2013 las acciones del EADB en poder de sus accionistas se valoraban en 166,03 millones de dólares estadounidenses ($).
En enero de 2013, el Banco Africano de Desarrollo suscribió 24 millones de $ en nuevas acciones del EADB, elevando así su participación al 15 %.

## Premios
En noviembre de 2014, la Asociación de Instituciones Financieras de Desarrollo Africanas calificó al EADB de "la institución financiera de desarrollo con mejor actuación en África" por segundo año consecutivo, con un índice AA. El banco fue puesto en primer lugar de las 33 instituciones que se sometieron a la evaluación.

## Estructura del banco
La estructura del EADB se compone de lo siguiente:
- Consejo de gobierno
- Panel asesor
- Consejo de administración
- Equipo de gestión

Los detalles de la estructura actual de EADB se detallan en la sede electrónica del banco.

## Red de sucursales
La sede del banco se encuentra en la capital de Uganda, Kampala. En junio de 2014, EADB tenía otras tres sucursales, cada una en las capitales del África Oriental: Nairobi, Kigali, y Dar-es-Salaam. Se establecerá una sucursal en Buyumbura en cuanto Burundi se una al banco.